# Barrandov Studio
Barrandov Studio (do roku 1945 Filmové továrny AB na Barrandově, do roku 1991 Filmové studio Barrandov) je komplex filmových studií v Praze ve čtvrti Barrandov. Tyto filmové ateliéry jsou největší v České republice a jedny z největších v Evropě.
Barrandovská studia nabízejí kompletní služby, schopné pokrýt vše, co se pojí s filmovým natáčením, pro filmové produkce z Česka i zahraničí. K dispozici je 13 zvukových ateliérů, nově rekonstruované zázemí, služby stavby dekorací, dabingu nebo fundusu, jedné z nejrozsáhlejších sbírek kostýmů a rekvizit na světě. Vlastní produkční aktivity rozvíjí prostřednictvím dceřiné společnosti Barrandov Productions.
Vznikají zde i nejprestižnější hollywoodské filmy včetně Mission: Impossible, Casino Royale, Letopisy Narnie: Lev, čarodějnice a skříň, Králíček Jojo a další. Občas se Barrandovu (zvlášť z úst zahraničních filmařů) přezdívá „Hollywood Východu“, díky stálému zájmu západních produkcí.

## Historie

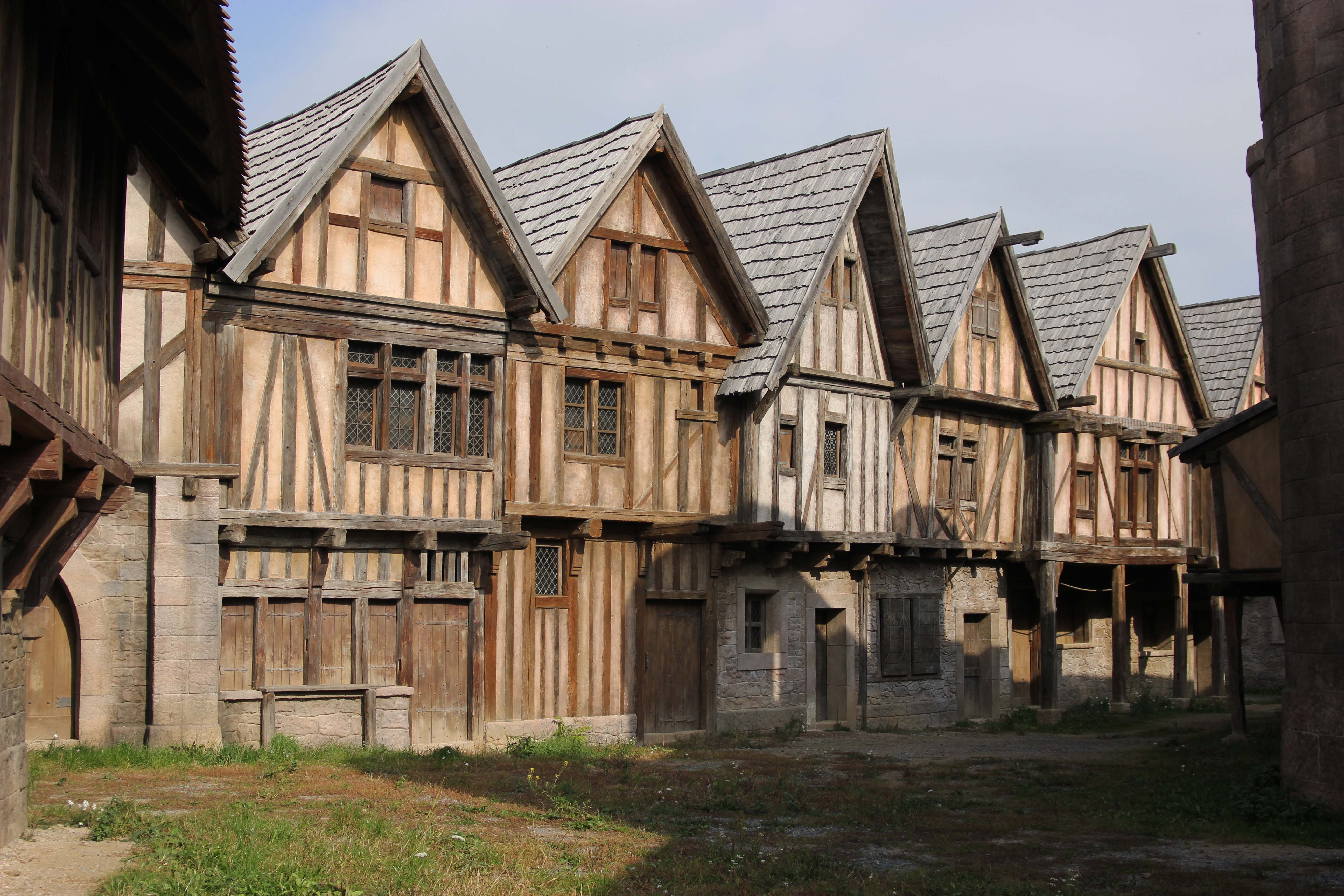
Stálá dekorace středověkého města v areálu Barrandov Studio

### Začátky
Zakladatelem Barrandovských filmových ateliérů byl Miloš Havel, podnikatel a osobnost rozvoje československé kinematografie. Havel potřeboval prostory pro produkční zázemí své filmové společnosti A-B. Ta měla do roku 1932 ateliery na Vinohradech. Havel byl průkopníkem českého zvukového filmu, tehdy novinky, kterou aktivně mediálně propagoval. S postupným růstem společnosti a povědomí se zvyšovala i poptávka, což vedlo k nutnosti rozšířit filmové ateliéry. Havel se rozhodl investovat do nové výstavby, pro kterou se jako ideální jevil Barrandov, kde jeho bratr Václav M. Havel plánoval urbanistický projekt vilové čtvrti jehož součástí byly i Barrandovské terasy. Na Barrandov již také vedla silnice a byly sem zavedeny rozvody vodovodů, elektřiny a plynu. Miloš Havel s bratrem zakomponovali výstavbu nových ateliérů do projektu. Stavba ateliérů započala 23. listopadu 1931. Autorem projektu byl architekt Max Urban, který navrhl symetrickou budovu se středovou věží a dvěma propojitelnými ateliéry ve funkcionalistickém stylu. Při výstavbě bylo pamatováno na dostatečný prostor pro administrativu, sklady rekvizit a kostýmů, šatny herců, místnosti produkčních štábů i restaurační zařízení. Budovy měly vlastní elektrické sítě a výtopny, byly tu rovněž truhlářské dílny, střižny, projekční síně a laboratoře. V době svého vzniku patřily Barrandovské ateliéry svým technickým vybavením k nejmodernějším v Evropě. Náklady na takovou výstavbu byly mimo finanční možnosti studia A-B. Miloš Havel si díky své diplomacii a vysoce postaveným známostem zařídil půjčku ve výši 5 milionů korun, kterou zprostředkovala Zemská banka československá v červnu roku 1932. Celkový rozpočet pak činil 14 milionů korun. Argumentem k získání půjčky bylo, že v ateliérech budou vznikat české filmy, které podpoří národní filmovou kulturu, kterou tehdy válcovaly snímky ze zahraničí.14 měsíců po zahájení výstavby zde byl v nových ateliérech natočen první film – Vražda v Ostrovní ulici (1933). Objem vyráběných filmů se velmi rychle zvedl – studia měla 300 stálých zaměstnanců, produkovala 80 filmů ročně a začala zajímat i zahraniční producenty. V roce 1938 byla postavena ještě třetí hala. V roce 1939 už ateliéry zabíraly plochu 4850 m² a celková výměra pozemků byla 45 000 m².

### V době protektorátu
Den po nacistické okupaci Československa, 16. března 1939, se ateliérů pokusili zmocnit zástupci českých fašistů. Generál Radola Gajda pověřil tímto úkolem barrandovského asistenta režie Josefa Krause, který se rozhodl se svými společníky zbavit funkce ředitele Lavoslava Reichla a propustit i další židovské zaměstnance Barrandova. Tato akce se nezdařila a tak Radola Gajda posílá do ateliérů svého blízkého spolupracovníka a dlouholetého člena Národní obce fašistické dr. Ing. Zdeňka Zástěru, kterého doprovází režisér Václav Binovec a herec, režisér a producent Ladislav Brom. Ti si svolají všechny zaměstnance ateliérů, oznamují jim arizaci pražských filmových podniků a kin a znovu žádají propuštění všech židovských zaměstnanců. Miloš Havel, který je v té době mimo Prahu, nakonec telefonicky vyzve doktora Zástěru k opuštění ateliérů, což se také stane. Václav Binovec stále žádá o propuštění židovských zaměstnanců, ale je členy správní rady vykázán z jednací místnosti. Tím celý nezdařený pokus českých fašistů končí. Miloš Havel je však nakonec nacisty v roce 1940 stejně donucen k odprodeji svého většinového podílu ve společnosti a německá správa tak získává nad ateliéry kontrolu. Na valné hromadě A-B Barrandov 21. listopadu 1941 navrhl ředitel Karl Schulz změnu názvu společnosti na Prag-Film, Aktiengesellschaft, což bylo schváleno 10. února 1942 a společnost byla zařazena do filmového koncernu UFA. V ateliérech se natáčely filmy české i německé. České filmy se tematicky vyhýbaly událostem doby a převažovaly historické náměty, případně komedie a jednoduché příběhy. V letech 1941–1945 zde byly postaveny (mj. za nucené účasti židovských pracovníků) tři navzájem propojené obrovské scény (celkem přes 3400 m²), s kterými se Barrandov mohl začít srovnávat se studii v Berlíně či Mnichově. Výroba filmů nebyla nijak omezována. Němečtí filmoví pracovníci nemuseli narukovat do války a filmové ateliéry mohly i přes zákaz vytápět všechny místnosti. Vznikly však nové kontrolní orgány, které dohlížely na výrobu, distribuci, dovoz a vývoz, činnost kin a cenzuru. V průběhu let 1940–1945 natočili Němci v protektorátu na osmdesát říšských filmů (kromě Barrandova nacisté postupně ovládli filmovou továrnu FOJA Radlice, Host v Hostivaři a filmové ateliéry ve Zlíně).

### Období po druhé světové válce
Po osvobození z pověření Národní rady české a ÚRO, převzal správu filmových věcí Národní výbor českých filmových pracovníků, později přetvořený na Svaz českých filmových pracovníků. Dne 11. srpna 1945, podepsal prezident Edvard Beneš Dekret o zestátnění československého filmu, který vstoupil v platnost 28. srpna 1945. Základem bylo zavedení centralizace a cenzury. Zároveň začaly zasedat disciplinární rady filmových pracovníků, které měly posoudit a prověřit činnost filmařů za protektorátu. Řada zaměstnanců Barrandova tak dostala zákaz činnosti na několik měsíců, někteří zákaz doživotní. Studia zůstala pod vlastnictvím státu do roku 1991, organizačně spadala pod podnik s názvem Československý státní film. Roční produkce filmů čítala 40–50 celovečerních snímků a celý průmysl byl kompletně financovaný státem. Tržby z filmových představení byly rozdělovány v poměru 50% ve prospěch kina a 50% ve prospěch distributora. Monopol na distribuci měla Ústřední půjčovna filmů a Československý filmexport zajišťoval export a import. I přesto, že někteří z filmařů emigrovali a jiní měli zákaz činnosti či mohli pracovat pouze omezeně, se filmová infrastruktura zlepšovala. Během tohoto období byly na Barrandově vystavěny filmové laboratoře, trikové studio, dabingové studio, stejně jako speciální efektové studio se zpětnou projekcí a vodní nádrž pro točení podvodních záběrů. Mnoho technických dovedností tak bylo v ČSSR na úrovni západního filmového průmyslu. Vysoký standard si držely především oblasti jako je výroba kostýmů a dekorací.
Spolupráce se zahraničními filmaři se téměř výlučně omezovala na východní blok. V době pražského jara, kdy došlo k uvolnění v roce 1968 přijela do Československa první hollywoodská produkce natáčet historický film Most u Remagenu. Natáčení však muselo být dokončeno v Německu a v Itálii, neboť smlouva s Československem byla zrušena, kvůli invazi sovětských vojsk. Kromě toho se přítomnost americké vojenské techniky použité při natáčení, pokusila sovětská propaganda zneužít, aby aktivity hollywoodských filmařů označila za špionáž CIA. Navíc ve filmu byly hanlivé narážky na ruskou armádu což bylo pro cenzuru nepřijatelné. Z toho důvody se ani po svém dokončení film v Československu nepromítal. Přesto v Československu natáčely i další hollywoodské produkce. V roce 1971 se zde natáčely části filmu Jatka č. 5 (1972) či Operace Daybreak (1975).

### Po roce 1989
Porevolučním ředitelem se stal někdejší asistent produkce FSB (Filmová studia Barrandov) Václav Marhoul. Ještě v roce 1990 vzniklo ve Filmových studiích Barrandov (FSB) 27 filmů. V následujícím roce přišla radikální změna situace, když stát přestal poskytovat podporu pro českou filmovou tvorbu. Pouze v letech 1991–1992 poskytl jednorázovou státní dotaci ve výši 100 mil. Kčs na dokončení rozpracovaných projektů. Studia se s touto změnou, neschopna vyrovnat se s novým volno-tržním prostředím, těžce potýkala. V roce1991 vznikla společnost Cinepont a.s., mezi jejíž akcionáře patřili Václav Marhoul, Miloš Forman, Miroslav Ondříček, Theodor Pištěk, Jaroslav Bouček a další. Zlatou akcii vlastnilo Ministerstvo kultury. V roce 1992 byl Cinepontu schválen privatizační projekt a o rok později byla společnost přejmenována na AB Barrandov. I přes rychlou orientaci na západní produkce byl také problém s méně rozvinutou infrastrukturou a jazykovou bariérou. Ředitel Václav Marhoul byl nucen propustit dvě třetiny zaměstnanců a výrazně snížit produkci filmů, aby se vyhnul bankrotu. V roce 1996 barrandovská studia vykazovala ztrátu 31 milionů korun a kolem roku 2000 se dokonce jednalo o tom, že by byla zavřena. O šest let později, v roce 2002, již naopak čistý zisk dosahoval výše 65 milionů korun. Během následujících opět docházelo k propadům, ale s postupnou orientací na zakázky velkých zahraničních produkcí se finanční situace výrazně zlepšovala, dokud poptávka nezačala převyšovat nabídku. Na to Barrandov Studio zareagovalo stavbou ateliéru MAX, který rozšířil další kapacity studia. Ovšem náhle začalo zahraničních produkcí ubývat, kdy naprosté minimum přišlo do ČR v roce 2008. Důvodem byly výhodné finanční pobídky, které začaly uplatňovat okolní země. Produkce, které dříve natáčely v České republice tak raději volily země jako Maďarsko, Rumunsko či Bulharsko. Situaci ilustroval například snímek Hellboy (2004) jehož první film se kompletně natáčel v ČR, ale pro druhé pokračování si již režisér Guillermo del Torro vybral Maďarsko, které nabízelo pobídky ve výši 20% pokrytí celkových nákladů. Ovšem i na tomto snímku pracovali čeští filmaři. Mezi lety 2003–2008 tak klesl objem peněz utracených zahraničními produkcemi o 86%, z pěti miliard na pouhých 705 milionů.
V roce 2008 plánování vlastního dotačního programu v ČR. Impulzem nebylo pouze přilákat zpátky zahraniční produkce, ale i zabránit odlivu špičkových českých filmových pracovníků do zahraničí. V říjnu 2009 se české vládě podařilo prosadit Program podpory filmového průmyslu (PPFP). Program v červnu 2010 schválila Evropská komise. Pro zahraniční filmaře to znamenalo, že jim při splnění podmínek ČR proplatila až 20% nákladů. Vyhrazený rozpočet činil 400 milionů Kč. Ve stejném roce byl ještě schválen návrh navýšit rozpočet o 50 milionů korun. Po zavedení pobídek se zájem filmových produkcí natáčet v Česku výrazně zvedl, a to prakticky okamžitě. Během několika měsíců se do programu zaregistrovalo 38 audiovizuálních děl. Jedním z projektů byl i snímek Mission: Impossible 4, který do ČR přivedl kompletní produkci, která zde utratila více než 200 milionů korun. V dalších dvou letech se ukázalo, že výše rozpočtu pro filmové pobídky je nedostatečná, protože poptávka vždy převyšovala nabídku. Navíc strop rozpočtu pro pobídky vedl k omezení jejich reálné výše, kdy se 20% pobídka, která nalákala filmaře reálně zmenšila na pouhých 8%, čímž se zahraniční producenti cítili podvedeni. V roce 2014 byl rozpočet navýšen natolik, že si filmaři mohli být jisti plnou výší pobídky. V letech 2015–2017 dal stát na pobídky každý rok 800 milionů korun, což do ČR přivedlo investice za 4,5 miliardy korun a učinilo český filmový průmysl znovu konkurenceschopným. Největším projektem, který se zde natáčel v roce 2015, byl americko-turecký filmový projekt Hory a kameny režiséra Josepha Rubena. Za jeho natáčení v Česku produkce utratila 145 milionů korun. V roce 2016 Barrandov Studio odkoupilo od Richarda Benýška budovy Krátkého filmu Praha a investovalo 20 milionů korun do rozvodů tepla v celém areálu za částečného přispění z fondů Evropské unie.
K dalšímu odlivu zahraničních produkcí došlo v roce 2020 s pandemií covidu-19. Zahraniční produkce se mohly do ČR vrátit až po dojednání výjimky, kterou s ministerstvem vnitra vyjednal Státní fond kinematografie. Česko se tak stalo první zemí kontinentální Evropy, která se znovu otevřela filmařům, kteří se od června 2020 dostali na seznam jejichž přítomnost byla „v ekonomickém zájmu České republiky“. Zahraniční filmový tvůrci museli přijet do ČR s negativním testem na covid-19. Po příjezdu museli být znovu testováni a do oznámení výsledku testu museli setrvat v karanténě. Režim natáčení se však poměrně rychle přizpůsobil, aby se vyhovělo hygienickým opatřením a zabránilo se šíření nemoci, zavedením striktních pravidel. Vznikla i nová profese tzv. covid marshal. Následně se tak opět zvedla i poptávka zahraničních produkcí v Česku natáčet.
Dopad na Barrandov Studio, stejně jako na další filmové profesionály v ČR, měla stávka svazu herců a scenáristů v Hollywoodu, která započala stávkou scenáristů v květnu 2023. Stávka probíhající v Kalifornii zastavila natáčení velkých projektů, které se realizovaly v Čechách jako např. seriál Nadace nebo Interview s upírem. O práci tak přišlo i tisíce lidí napojených na filmový průmysl. Další pokles tržeb a zájmu zahraničních produkcí byl důsledkem celoročně pozastaveného systému filmových pobídek, který byl pozastaven z důvodu přetížení systému. V roce 2023 byl zaznamenán pokles zahraničních zakázek v ČR o 18% oproti předchozímu roku.

## Oddělení

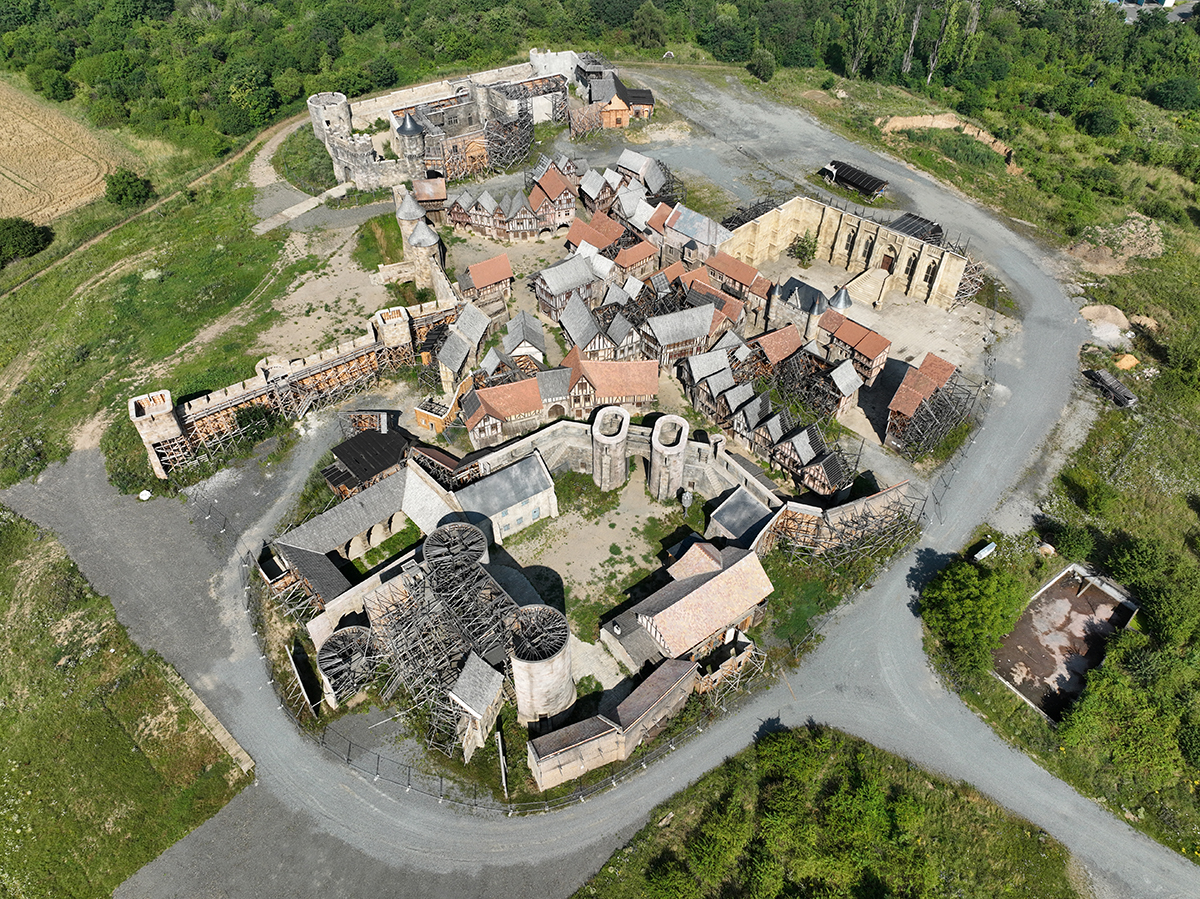
Stálá dekorace středověkého města

### Dekorace
Barrandov Studio má k dispozici rozsáhlé dílenské zázemí pro výrobu filmových dekorací a rekvizit. Přímo v areálu je zastoupeno mnoho potřebných profesí jako jsou štukatéři, truhláři, zámečníci, malíři, lakýrníci, sochaři, čalouníci a další. Vyrábí se zde a staví dekorace napříč historickými styly i období, pro zahraniční i domácí produkce, a to jak v atelierech tak v exteriérech na nejrůznějších lokacích.

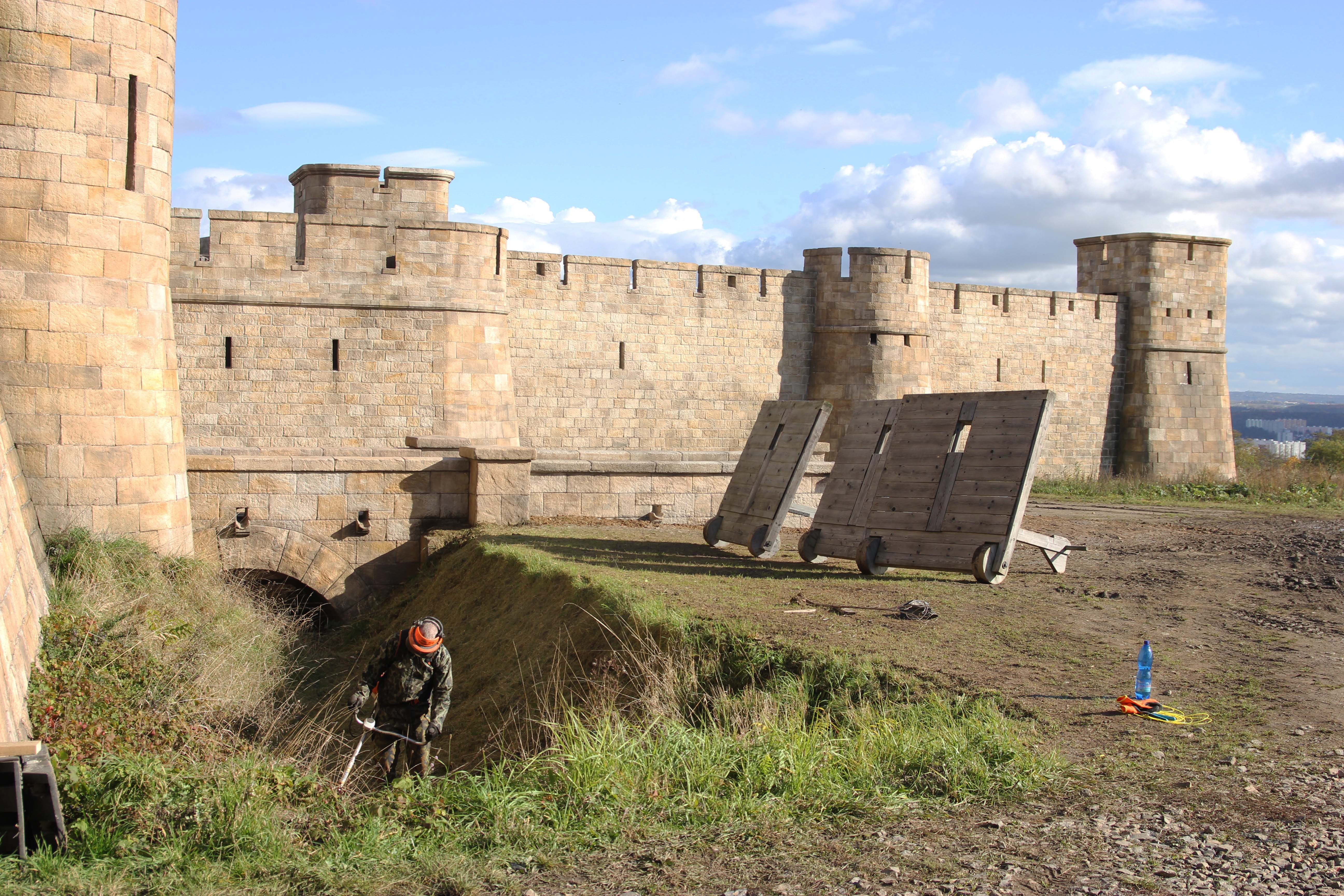
Stálá dekorace středověkého města

Zahraniční produkce si také často žádají výstavbu zvláštních lokací, které jsou z různých důvodů pro filmaře buď nedostupné nebo již neexistují. Například pro seriál Borgiové (2011–2013) z francouzsko-německo-české koprodukce, byly postaveny ulice Říma v podobě jakou měly v 15. století. Pro stejný seriál byla také postavena kopie interiéru Sixtinské kaple, protože v ní nebylo možné natáčet. Dalším důvodem pro výstavbu lokací namísto natáčení v originální lokaci mohou být také ekonomické důvody, kdy je stavba scény v ateliéru levnější. V roce 2016 zde vyrostla dekorace francouzského středověkého městečka 14. století, pro natáčení amerického TV seriálu Soumrak templářů (2017). Dekorace zabrala rozlohu 160 000 m² a patří k nejvýznamnějším exteriérovým stavbám, které byly na Barrandově kdy postaveny. Před dokončením lehla popelem, když ji zachvátil požár, ale během tří měsíců se jí podařilo znovu postavit. Po skončení natáčení seriálu Barrandov Studio dekoraci odkoupilo. Dále byla využita např. pro seriály Nebe s.r.o., Carnival Row, Kolo času nebo pro filmy Princezna zakletá v čase 2, nebo Fakjů princezny. V roce 2024 Barrandov Studio odkoupilo dekoraci Paris Steet, která byla postavena pro natáčení 2. řady seriálu Interview with the Vampire.

### Fundus
Barrandovský fundus patří k největším půjčovnám kostýmů a rekvizit v Evropě. Nabízí kostýmy a rekvizity ze všech historických období čítající více něž 350 000 kusů.
V suterénu kostýmního fundusu se nachází sklady středověkých a fantasy kostýmů. Je zde také sklad vojenských uniforem, který tvoří z velké části německé uniformy z 2. světové války. V přízemí se nachází sklad současných oděvů cca od roku 1920 přibližně do roku 2000. V 1. patře se nachází sklad dámské dobové módy obsahující dámské oděvy od období renesance až po 20. léta 20. století. Mimo jiné je zde také krejčovská a modistická dílna, které opravují kostýmy, vyrábí nové nebo zpracovávají zakázky. Druhé patro je věnované pánské dobové módě od renesance až po 20. léta 20. století. Zde se nachází také oddělení obuvi a vlásenek.
Rozsáhlý je i fundus rekvizit, který zahrnuje nábytek z různých epoch, který je převážně originální, dále koberce a dekorační látky, elektrorekvizity a svícny a drobné rekvizity. První sbírky pochází z poválečných let po roce 1945. Nábytkový fundus již nenakupuje nové věci, protože kapacita je zcela naplněna, pouze nahrazuje věci, které získá v lepším stavu. Zprostředkovává také zápůjčky historických vozů.
Fundus uschovává také kostýmy a rekvizity, které mají statut sbírky kulturního dědictví a od roku 2007 jsou součástí Centrální evidence sbírek muzejní povahy při Ministerstvu kultury ČR. Sbírky zahrnují např. kostýmy ze slavných českých pohádek jako Princezna se zlatou hvězdou (1959) nebo Tři oříšky pro Popelku (1973).
Fundus je k dispozici filmařům i veřejnosti. Také je možné jej navštívit během dnů otevřených dveří či komentovaných prohlídek.

### Dabing
Dabing patří na Barrandově k menším odborům. Celkem je zde pět dabingových studií. Odbor řeší dabbing po technické i produkční stránce. Barrandov Studio dlouhodobě spolupracuje s klienty jako jsou TV Nova, FTV Prima a Televize Seznam. Mezi zahraniční partnery patří Amazon, Netflix, Showtime, Paramount, Nickelodeon, NBCUniversal a další.

## Stavby v areálu
V areálu se nachází 9 kompletně vybavených zvukotěsných ateliérů. Dále jsou zde prostory sloužící jako zázemí pro produkce – produkční místnosti, maskérny, šatny, kostymérny a další. Součásti jsou i výrobní haly a technologické zázemí. K dispozici je také vlastní rozlehlý pozemek (160 000 m²) přiléhající k areálu.

#### Hlavní budova s ateliery 1 a 2

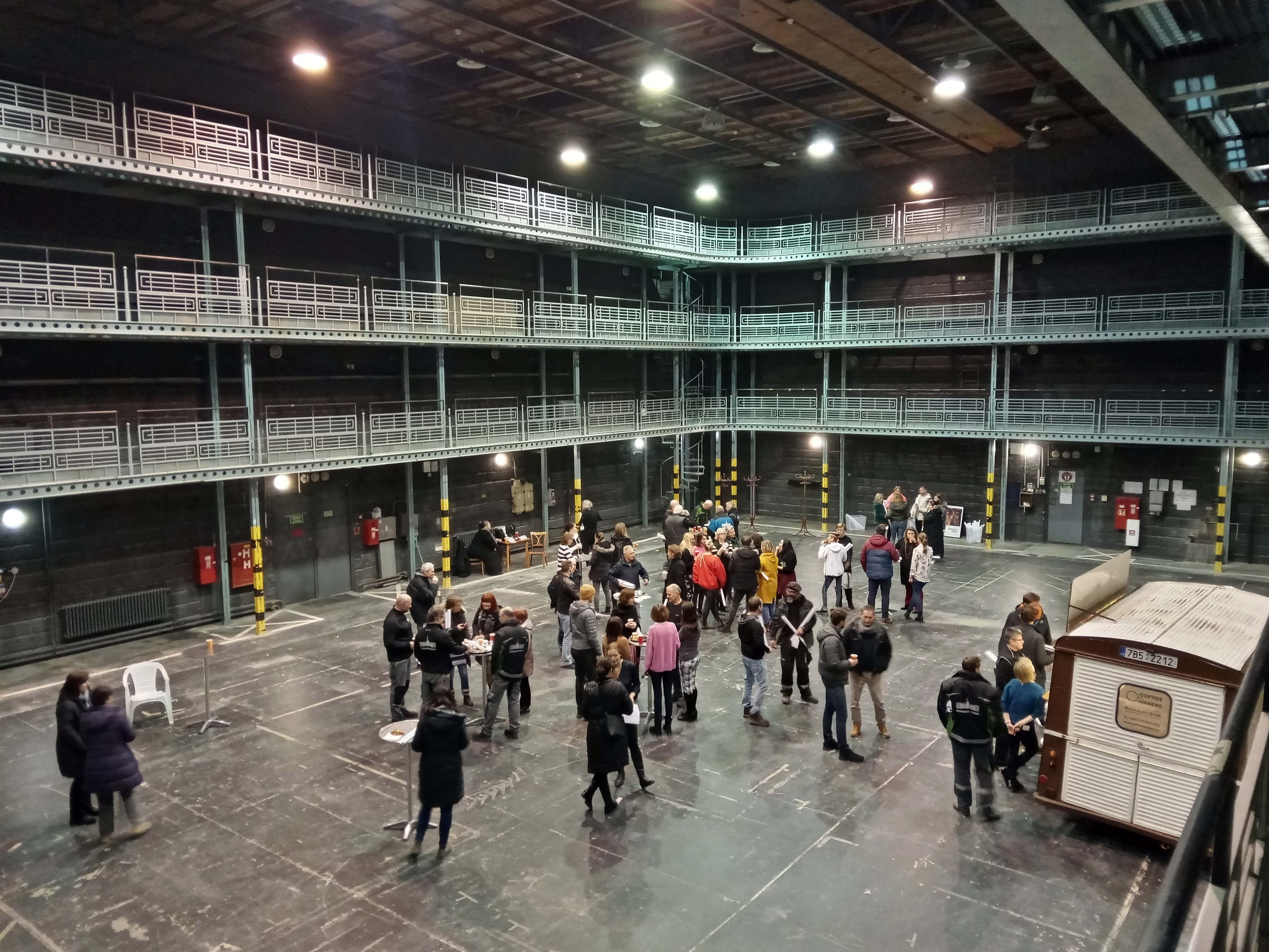
Setkání k příležitosti 90 let od první klapky dne 25. ledna 2023 v atelieru 2

Autorem projektu hlavní budovy a ateliérů z roku 1931, byl architekt Max Urban, který byl již obeznámený s filmovou branží. Na vybavení ateliérů a vnitřních prostor spolupracoval s architektem Vilémem Rittersheimem. Na vrcholu barrandovského kopce vznikla dominantní symetricky řešená funkcionalistická budova s čestným dvorem. V ose stavby je umístěna štíhlá částečně prosklená věž se schodištěm, ve které byl umístěn velký vodojem (100 m³). Základem stavby jsou samostatné halové ateliery 1 a 2, které je možné dle potřeby spojit v jeden velký natáčecí prostor. V pravé křídle byly projektovány kanceláře a v levém restaurace s hotelovými pokoji. Pod ateliéry byly sklady kulis. Konstrukčně bylo pro železobetonovou konstrukci využito Lindbetonu (druh lehčeného betonu), jako výplňového materiály, protože se osvědčil svou zvukovou neprodyšností. Samotná výstavba proběhla velmi rychle. Základy byly vykopány 23. listopadu 1931 a první filmování se uskutečnilo již 23. ledna 1933, kdy se natáčel film Vražda v Ostrovní ulici. Ateliery byly v době svého vzniku nejmodernějšími filmovými ateliéry v Evropě. Hlavní budova je od roku 1993 chráněna jako kulturní památka.

#### Bývalá měnírna

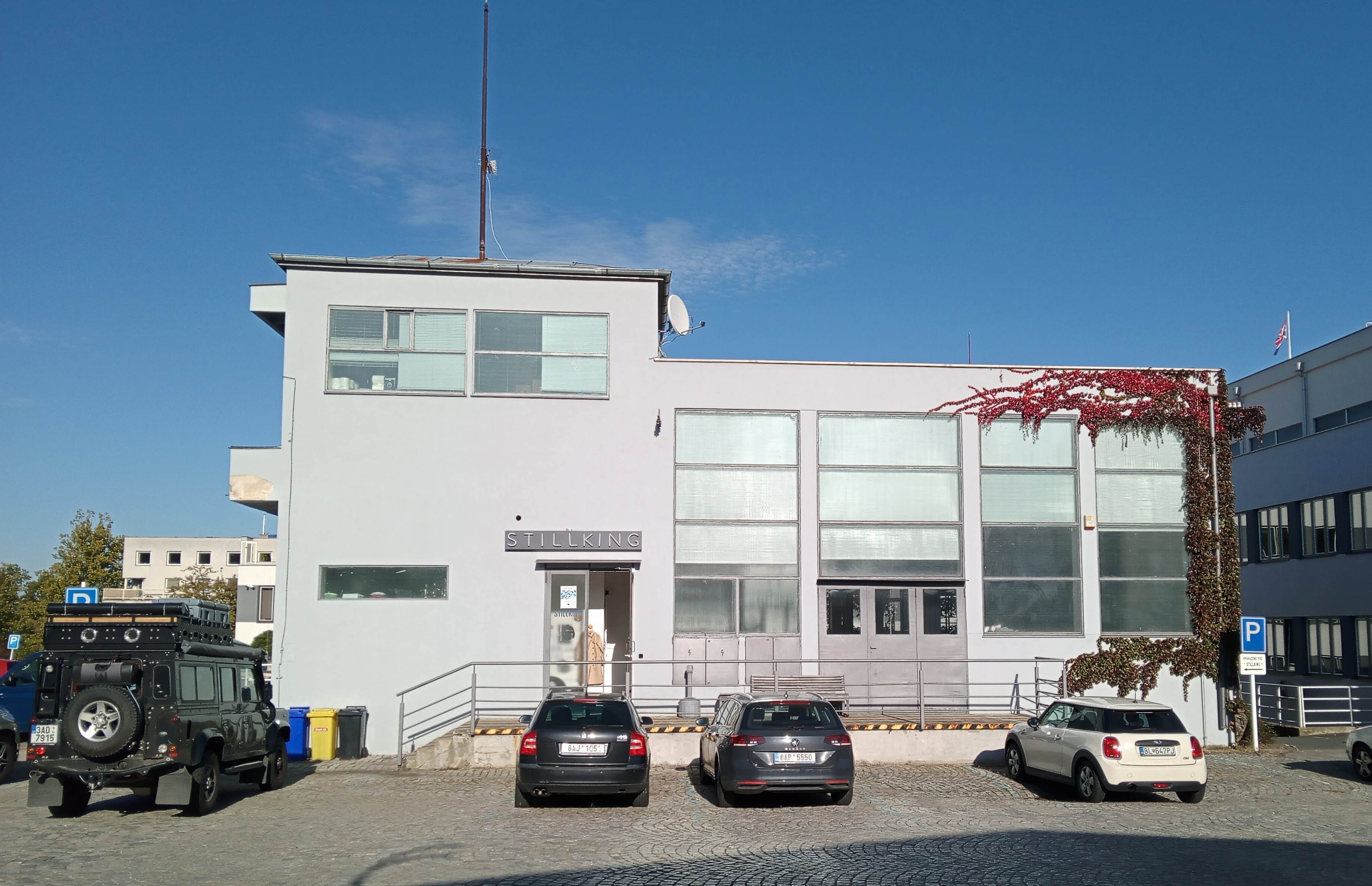
Bývalá elektrická měnírna, nyní sídlo společnosti Stillking Films

Za pravou částí hlavní budovy se nachází menší objekt staré elektrické měnírny. Budova ve funkcionalistickém stylu byla postavena podle návrhu Maxe Urbana v roce 1931 jako jedna z prvních staveb. V roce 1996 ji adaptovala architektka Alena Šrámková a Jan Koumar na jídelnu pro zaměstnance. O rok později ji upravili architekti David Kopecký a Ján Studený pro potřeby kanceláře a zázemí produkční společnosti Stillking. Industriální ráz budovy zůstal i přes změnu funkce budovy zachován. Interiér tvoří otevřený prostor s vestavěným patrem. Architekti nechali přiznané industriální prvky. V interiéru se také nachází zrestaurovaný generátor, který je připomínkou původní funkce budovy. Měnírna je od roku 1993 chráněna jako kulturní památka ČR.

### Ateliery Barrandov Studio

#### Ateliery 5, 6, 7

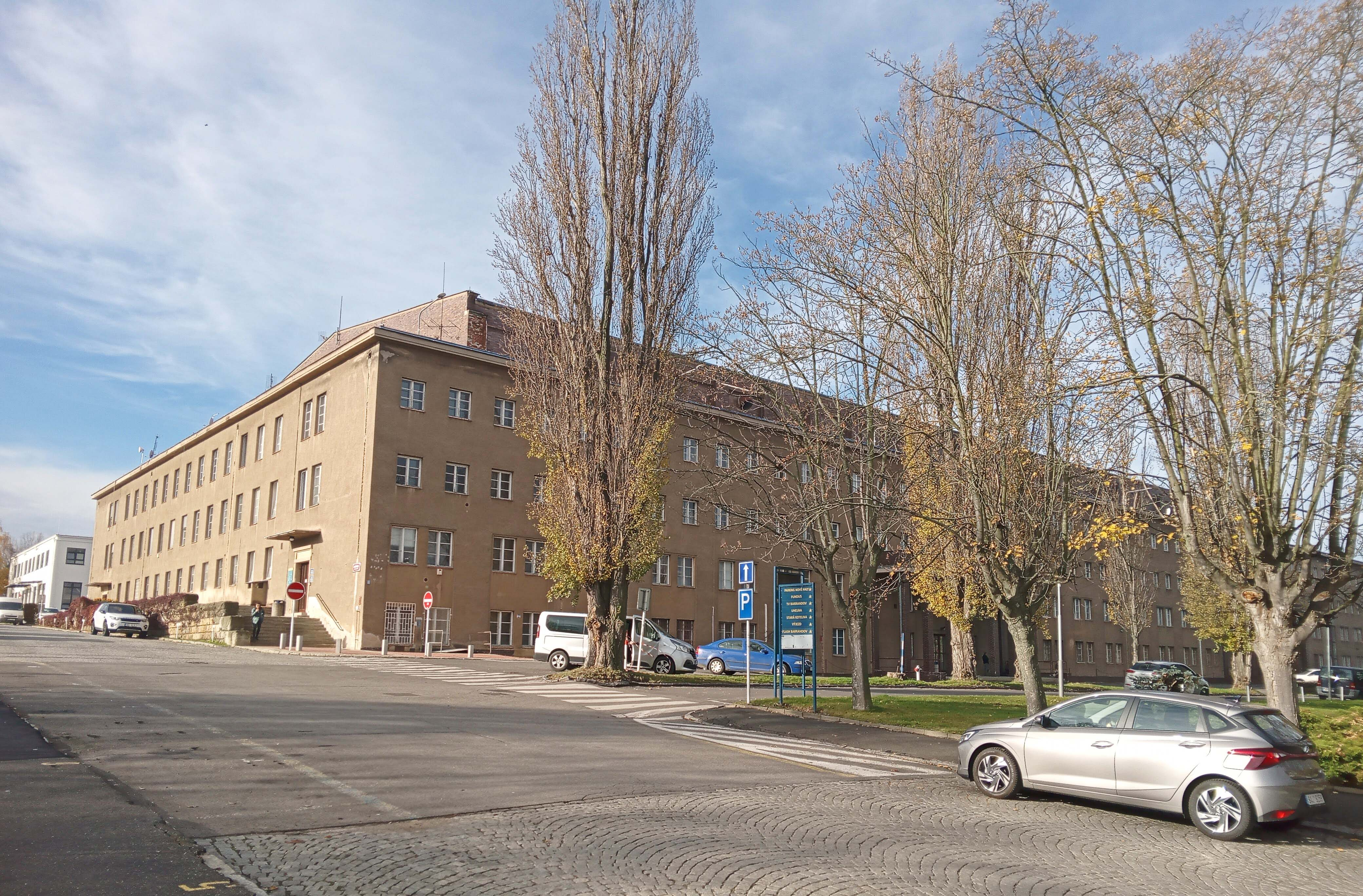
Budova filmových ateliérů 5, 6 a 7

Letecký snímek pozemků filmových studií Barrandov (srpen 2019)

V době německé okupace započala stavba nové budovy filmových ateliérů, ve které se nachází tři propojitelné ateliéry č. 5, 6 a 7 o šířce 40 m, výšce 13 m a délce 30, 50 a 30 m. Autorem původního návrhu je Jan Novák, který projekt vypracoval ještě pro Miloše Havla. V době protektorátu návrh přepracoval německý architekt Josef Lorenz, aby více vyhovoval nárokům říšské architektury. První práce na vybetonování masivní základové desky započaly v únoru 1941. Stavba byla dokončena v roce 1944. Architektonicky je jednou z mála staveb tohoto stylu, které se v Praze dochovaly s množstvím autentických prvků. Kompozici stavby tvoří uzavřená hmota filmových ateliérů, kterou obíhá nižší administrativní část se dvěma monumentálními vstupy na delší straně. V době socialismu bylo k administrativní části přistavěno ještě třetí patro.

#### Ateliery 8, 9, 10
V roce 2006 byl dokončen zvukotěsný atelier MAX, který tvoří ateliery 8, 9 a 10, které se dají v případě potřeby propojit do jednoho velkého atelieru. Slavnostní otevření proběhlo 11. prosince 2006, kdy byl atelier již zadán zahraničními produkcemi na půl roku dopředu. V této době se jednalo o největší ateliér svého druhu v Evropě.
| Atelier     | Rozloha                 | Poznámky                            |
| ----------- | ----------------------- | ----------------------------------- |
| Atelier 1   | 32 × 20 m (640m²)       |                                     |
| Atelier 2   | 32 × 20 m (640m²)       |                                     |
| Atelier 4   | 22 × 34 m (748 m²)      | zvaný „Dřevák”                      |
| Atelier 5   | 29 × 40 m (1160 m²)     |                                     |
| Atelier 6   | 40 × 50 m (2000 m²)     |                                     |
| Atelier 7   | 29 × 40 m (1160 m²)     |                                     |
| Atelier 8   | 48,4 × 42,4 m (2052 m²) |                                     |
| Atelier 9   | 23,6 × 42,4 m (1001 m²) |                                     |
| Atelier 10  | 24,4 × 42,4 m (1035 m²) |                                     |
| Atelier MAX | 98,2 × 42,4 m (4164 m²) | vznikne spojením atelierů 8, 9 a 10 |

Ateliéry Hostivař
Jsou součástí Barrandov Studia a nacházejí se v pražské čtvrti Hostivař. Komplex tvoří čtyři zvukotěsné ateliéry umožňující natáčení se synchronním zvukem. Ateliéry 3 a 4 jsou vybaveny systémem vrátků pro zavěšování osvětlovacích mostů, dekorací a dalších břemen. Součástí areálu je zázemí pro filmové štáby, včetně produkčních místností, maskéren, šaten, kostyméren, kamerových a rekvizitních místností a prostor pro catering. K dispozici je také parkoviště pro štáb a techniku. Areál se nachází přibližně 18 minut jízdy od hlavního areálu Barrandovských ateliérů i od centra Prahy.
V průběhu posledních dvou desetiletí se v hostivařských ateliérech natáčely především reklamy a televizní projekty, například seriály Comeback, Kriminálka Anděl, Doktoři z Počátků, pohádka Tři bratři či reality show MasterChef Česko. V dřívějších letech zde vznikl například i slavný seriál Cirkus Humberto.
Ateliéry Hostivař má v současné době v dlouhodobém pronájmu televize TV Nova.
| Atelier   | Rozloha | Poznámky |
| --------- | ------- | -------- |
| Atelier 1 | 540 m²  |          |
| Atelier 2 | 540 m²  |          |
| Atelier 4 | 748 m²  |          |
| Atelier 5 | 748 m²  |          |

#### Pozemek
| Atelier           | Rozloha    | Produkce                                                                                  | Poznámky                                                           |
| ----------------- | ---------- | ----------------------------------------------------------------------------------------- | ------------------------------------------------------------------ |
| Pozemek (backlot) | 160 000 m² | Oliver Twist (2005) Kletba bratří Grimmů (2005) Soumrak templářů (2016–2018) Carnival Row | filmaři oceňován pro čistý horizont bez rušivých elementů v pozadí |

## Televizní stanice

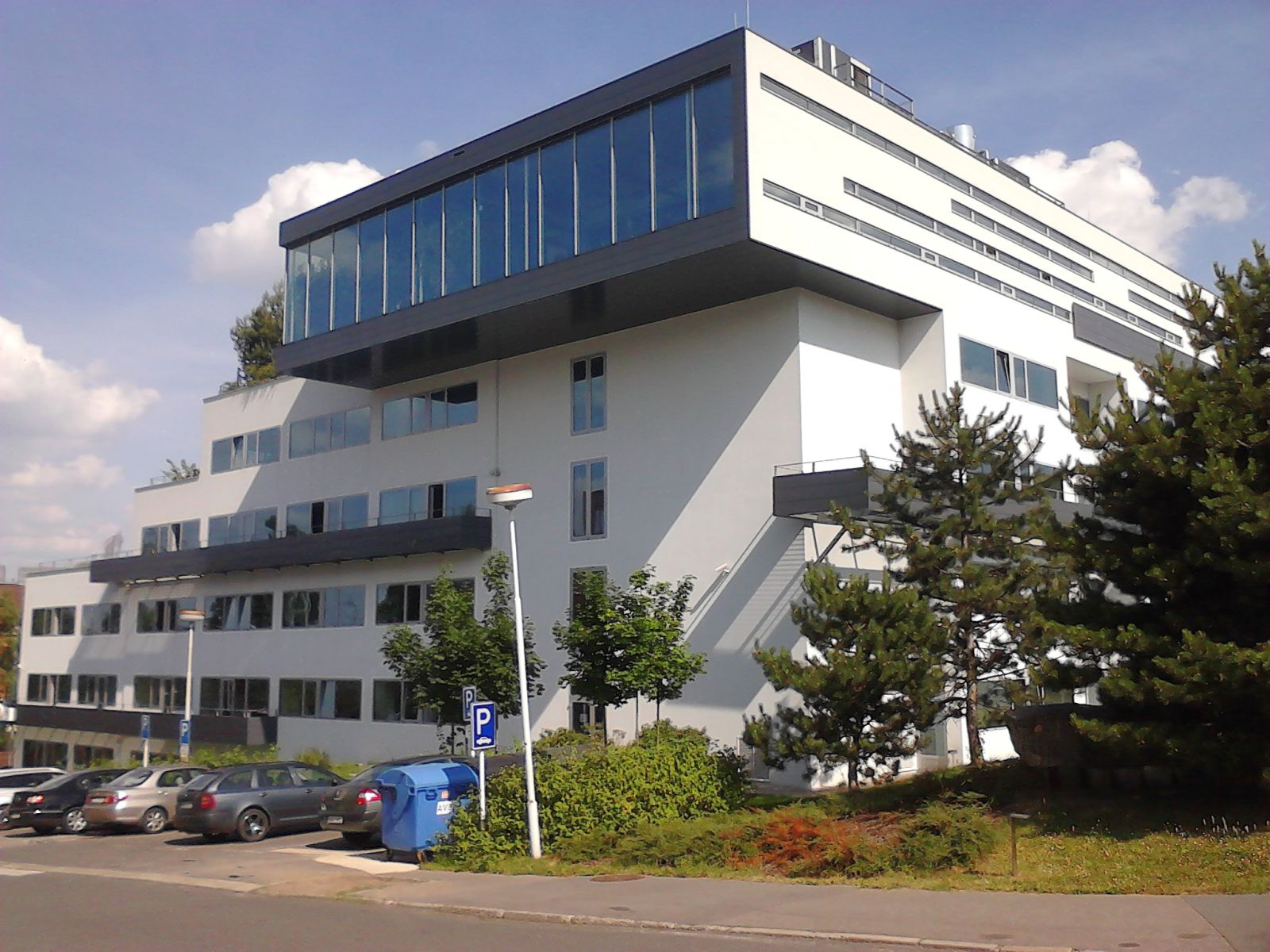
Sídlo TV Nova v areálu Barrandov Studio

Po roce 1989 vedení Barrandova usilovalo o zaplnění části svých kapacit televizní produkcí, ve snaze zajistit si trvalý zdroj příjmů. V roce 1993 se Barrandov zúčastnil soutěže o první českou soukromou televizní licenci, v níž však zvítězil (nerealizovaný) projekt společnosti CET 21. Po tomto neúspěchu se vedení Barrandova snažilo získat alespoň nájemce v TV Nova. K tomu v roce 1994 investovalo 2,4 milionů Kč do přebudování dvou ateliérů na televizní, ale i to skončilo neúspěchem. Až v roce 1999 Nova na Barrandov přesídlila. V roce 2012 byla budova v níž sídlí TV Nova přestavěna a rozšířena z původní betonové stavby z 80. let podle projektu pražského studia NIMBUS Architects.
Od začátku roku 2009 z areálu vysílá i televizní stanice TV Barrandov, která byla se studii přímo vlastnicky propojena. Vlastníkem společnosti byla do září 2012 Moravia Steel, a.s. ze skupiny Finitrading. Poté televizi odkoupil majitel mediální agentury Médea Jaromír Soukup. TV Barrandov jako smluvní partner Barrandov Studia dlouhodobě neplnila své platební závazky, proto byla dne 19. ledna 2024 odpojena od elektrické energie. Televize své vysílání obnovila po devíti hodinách po připojení na naftové agregáty.

## Filmy a seriály realizované na Barrandově

### 60. léta
- Limonádový Joe aneb Koňská opera  (1964)
- Starci na chmelu (1964)
- Obchod na korze (1965)
- Kdyby tisíc klarinetů (1965)
- Lásky jedné plavovlásky (1965)
- Ostře sledované vlaky (1966)
- Fantom Morrisvillu (1966)
- Kočár do Vídně (1966)
- Romance pro křídlovku (1966)
- Marketa Lazarová (1967)
- Hoří, má panenko (1967)
- Údolí včel (1967)
- Konec agenta W4C prostřednictvím psa pana Foustky (1967)
- Rozmarné léto (1968)
- Skřivánci na niti (1969)
- Ecce homo Homolka (1969)

### 70. léta
- Hogo fogo Homolka (1970)
- Homolka a tobolka (1972
- Tři oříšky pro Popelku (1973)
- Adéla ještě nevečeřela (1977)

### 80. léta
- Yentl (1983)
- Amadeus (1984)
- Vesničko má středisková (1985)
- Boj o Moskvu (Boj o Moskvu – Agrese, Boj o Moskvu – Tajfun) (1985)
- Boris Godunov (1986)
- Radikální řez (1983)

### 90. léta
- Kafka (1991)
- Obecná škola (1991)
- Mladý Indiana Jones (1992)
- Stalingrad (1993)
- Nehynoucí láska (1994)
- Underground (1995)
- Kolja (1996)
- Mission: Impossible (1996)
- Sněhurka – Příběh hrůzy (1997)
- Bídníci (1998)
- My Giant (1998)
- Lazebník sibiřský (1998)
- Plunkett & Macleane (1999)
- Ravenous (1999)

### 2000
- Dračí doupě (2000)
- Příběh rytíře (2001)
- Z pekla (2001)
- Aféra s náhrdelníkem (2001)
- Agent bez minulosti (2002)
- xXx (2002)
- Blade II (2002)
- Česká spojka (2002)
- Hartova válka (2002)
- Liga výjimečných (2002)
- Hitler: vzestup zla (2003)
- Děti duny (2003)
- Rytíři ze Šanghaje (2003)
- Chasing Liberty (2004)
- Princ a já (2004)
- Vetřelec vs. Predátor (2004)
- Hellboy (2004)
- Van Helsing (2004)
- Eurotrip (2004)
- Oliver Twist (2005)
- Kletba bratří Grimmů (2005)
- Doom (2005)
- Lovci dinosaurů (2005)
- Naprosto osvětleno (2005)
- Hostel (2006)
- Letopisy Narnie: Lev, čarodějnice a skříň (2005)
- Tristan a Isolda (2006)
- Poslední prázdniny (2006)
- Iluzionista (2006)
- Satan přichází (2006)
- Casino Royale (2006)
- Hannibal – Zrození (2007)
- Hostel: Part 2 (2007)
- Babylon A.D. (2007)
- Letopisy Narnie: Princ Kaspian (2008)
- G. I. Joe (2009)
- Philantropist (2009)

### 2010
- Unaveni sluncem 2 (2010)
- Faust (2011)
- Mission: Impossible IV (2011)
- Borgia (2011)
- Dítě číslo 44 (2015)
- Poslední rytíři (2015)
- Anthropoid (2016)
- Spojené království (2016)
- Soumrak templářů (TV seriál) (2017)
- Úkryt v zoo (2017)
- V utajení (2017)
- Zraněná srdce (2019)
- Králíček Jojo (2019)
- Carnival Row (TV seriál) (2019–2021)

### 2020
- Evropské kmeny (TV seriál) (2021)
- Kolo času (TV seriál) (2021–)
- Nadace (TV seriál) (2021–)
- The Gray Man (2022)
- A Small Light (TV seriál) (2023)
- Interview with the Vampire (TV seriál) (2022–)
- Ballerina (2024)
- Nosferatu (2024)
- Blade Runner 2099 (TV seriál) (2025–)

## Výstavy
- 2008 – František Vláčil: Zápasy, Císařská konírna – ve spolupráci se Správou Pražského hradu[59][60]
- 2011 – Barrandov Studio – 80 let, Galerie umění Karlovy Vary[61]
- 2023 – Barrandov Studio: 90 let od první klapky, 1. 7. – 3. 9. 2023, Galerie umění Karlovy Vary[62]

## Publikace
- Praga Virtualis (1999, CD-ROM, Barrandov Studio a. s.)
- Location Guide. Czech Republic and Slovakia : Prague Barrandov (2006, 221 s., Barrandov Studios a. s., ISBN 80-900654-0-6)
- František Vláčil – Zápasy (Pavel Jiras, 2008, ISBN 5000267102573 )

## V kultuře
TV Dokument
- 2012 – 東欧のハリウッド (WOWOW プライム)[63]
- 2023 – Kouzelný kopec (ČT, režie: Roman Vávra)[64]

### Knihy
- The Barrandov Studios: A Central European Hollywood (2023, Amsterdam University Press, ISBN 978-9462989450)